# Stilpnaroma nasisi
Stilpnaroma nasisi är en fjärilsart som beskrevs av Collenette 1960. Stilpnaroma nasisi ingår i släktet Stilpnaroma och familjen tofsspinnare. Inga underarter finns listade i Catalogue of Life.